# Exopalpus minor
Exopalpus minor là một loài ruồi trong họ Tachinidae.